# (73719) 1993 FT
(73719) 1993 FT – planetoida z pasa głównego asteroid okrążająca Słońce w ciągu 4,09 lat w średniej odległości 2,56 j.a. Odkryta 22 marca 1993 roku.